# Legio III Cyrenaica

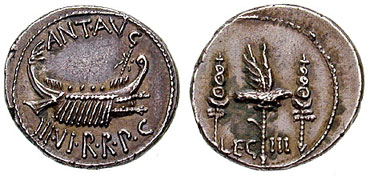
Denarius van Marcus Antonius (32 v.Chr.), gewijd aan het Legio III Cyrenaica

Legio III Cyrenaica, voluit Legio Tertia Cyrenaica (Derde legioen uit Cyrenaica), werd waarschijnlijk gesticht rond 36 v.Chr. door Marcus Aemilius Lepidus of door Marcus Antonius, beiden lid van het Tweede triumviraat dat van 43 tot 33 v.Chr. over het Romeinse Rijk heerste. De symbolen van het legioen zijn niet bekend.

## Egypte
Onder keizer Augustus bezette III Cyrenaica Egypte, dat in 30 v.Chr. door hem geannexeerd werd. Het legioen bleef hier anderhalve eeuw en legionairs zouden in deze tijd Amon, een Egyptische god, hebben vereerd. Oorspronkelijk was III Cyrenaica gelegerd in Boven-Egypte, mogelijk bij Thebe, maar uit een inscriptie uit het jaar 35 n.Chr. blijkt dat het legioen overgeplaatst werd naar Alexandrië, waar het een basis had samen met Legio XXII Deiotariana.
Het is waarschijnlijk dat (delen van) III Cyrenaica hebben deelgenomen aan de Romeinse expeditie naar Arabia Felix (Jemen) in 26–25 v.Chr., die geleid werd door Aelius Gallus, de prefect van Egypte. Mede door het bedrog van de Nabateeër Syllaeus, minister van koning Obodas II, die als gids optrad, mislukte deze expeditie echter.
III Cyrenaica en XXII Deiotariana namen van 66–70 n.Chr. deel aan de Joodse Oorlog, en toen in 69 oorlog uitbrak tussen verschillende Romeinse generaals, behoorden zij tot de eerste aanhangers van de nieuwe keizer Vespasianus. Een deel van III Cyrenaica, samen met X Fretensis, nam deel aan de belegering van Jeruzalem in 70.

## Arabia
In 106 werd het legioen overgeplaatst naar de nieuwe provincie Arabia Petraea die geannexeerd was door keizer Trajanus en aldaar gelegerd te Nova Trajana Bostra. Later keerde III Cyrenaica terug naar Egypte waar het in 119 genoemd wordt samen met legioen XXII Deiotariana. Mogelijk had dat te maken met Trajanus’ oorlog tegen de Parthen en/of de opstand van de Joden in Alexandrië. Het legioen keerde echter na 125 terug naar Arabia en werd in Alexandrië vervangen door II Traiana Fortis.
Delen van III Cyrenaica vochten tegen de Joden gedurende de Bar Kochba-opstand (132 – 136), die onder leiding stond van Simon Bar Kochba. Aangezien de regio waarin III Cyrenaica gelegerd was over het algemeen rustig was werden onderdelen van het legioen regelmatig uitgezonden naar andere delen van het Romeinse keizerrijk. Gedurende de regering van Antoninus Pius (138–161) vochten zij in Mauritanië tegen de Moren en later namen zij deel aan de campagne van Lucius Verus tegen de Parthen in 162–166.
In 193 steunde III Cyrenaica Gaius Pescennius Niger in zijn mislukte poging de troon te veroveren na de dood van Commodus. Pescennius Niger werd echter verslagen door Septimius Severus die onmiddellijk Mesopotamië binnenviel om tegen de Parthen te vechten (195 en 197–198). Mogelijk maakte III Cyrenaica deel uit van deze campagnes, maar zeker is dat het legioen deelnam aan een nieuwe campagne tegen de Parthen in 215–217 onder Severus’ zoon Marcus Aurelius Antoninus, beter bekend onder de naam Caracalla.
Hoewel III Cyrenaica in 420 of 430 nog wordt genoemd in de Notitia dignitatum is de latere geschiedenis van het legioen niet duidelijk. 